# Oribatella litoralis
Oribatella litoralis is een mijtensoort uit de familie van de Oribatellidae. De wetenschappelijke naam van de soort is voor het eerst geldig gepubliceerd in 1950 door Strenzke.